# Жінка-птеродактиль з Беверлі-Гіллз
Жінка-птеродактиль з Беверлі-Гіллз (англ. Pterodactyl Woman from Beverly Hills) — американська комедія 1997 року.

## Сюжет
Чандлер Піксі несподівано виявляє, що на неї накладено прокляття: вона здатна перетворюватися в птеродактиля. Вона розуміє, що в цьому винен її чоловік, який займався розкопками на давньому цвинтарі і знайшов чиїсь останки. Тепер всі друзі, родичі, знайомі і товариші по службі Піксі осаджують її будинок, щоб поглянути на дивовижне видовище. Єдина надія героїні повернути свій нормальний вигляд: знайти шамана, який зміг би зняти з неї прокляття.

## У ролях
| Актор              | Роль                       |
| ------------------ | -------------------------- |
| Беверлі Д'Анджело  | Піксі Чандлер              |
| Арон Айзенберг     | Томмі Чандлер              |
| Баррі Хамфріс      | Берт / покупець / менеджер |
| Брайон Джеймс      | Сальвадор Далі / Сем       |
| Шерон Мартін       | Дженні Чандлер             |
| Стівен МакХетті    | доктор Егберт Драм         |
| Алекс Шаклін       | доктор Завенброт           |
| Рон Собл           | Пабло Пікассо              |
| Едді Вільде        | Джаненш                    |
| Бред Вілсон        | Дік Чандлер                |
| Мун Юніт Заппа     | Сьюзі                      |
| Кармін Зоззора     | доктор Гарольд Гарольд     |
| Джонатан Болл      | офіцер Отелло              |
| Кабирия Кардинале  | Карен / місіс Гольдберг    |
| Холлі Чант         | місіс Хоффман              |
| Соня Коул          | таємнича жінка             |
| Брюс Крітчлі       | доктор Смегбургер          |
| Денні Феррінгтон   | пілот                      |
| Дучан Джерсі       | Томпсон                    |
| Франческа Гілтон   | Елен                       |
| Максін Джон-Джеймс | Мішель / місіс Маккензі    |
| Рута Лі            | місіс Пул                  |
| Флойд Левайн       | гольфіст                   |
| Жорж Мора          | дитина                     |
| Мадлен Мора        | дитина                     |
| Філіп Мора         | доктор Луї Блум            |
| Тіло Пандер        | інструктор аеробіки        |
| Барбара Стюарт     | місіс Зайдель              |